# Jean de Schleswig-Holstein-Sonderbourg
Titre
Duc de Schleswig-Holstein-Sonderbourg
27 janvier 1564 – 9 octobre 1622
(58 ans, 8 mois et 12 jours)
Jean de Schleswig-Holstein-Sonderbourg, dit « le Jeune » (en danois : Hans den Yngre, Hertug af Slesvig-Holsten-Sønderborg), né le 25 mars 1545 à Haderslev (royaume de Danemark et de Norvège) et mort le 9 octobre 1622 à Glücksbourg (duché de Schleswig-Holstein), fut duc de Schleswig-Holstein-Sonderbourg de 1564 à 1622. Il a bâti le célèbre château de Glucksbourg.

## Biographie

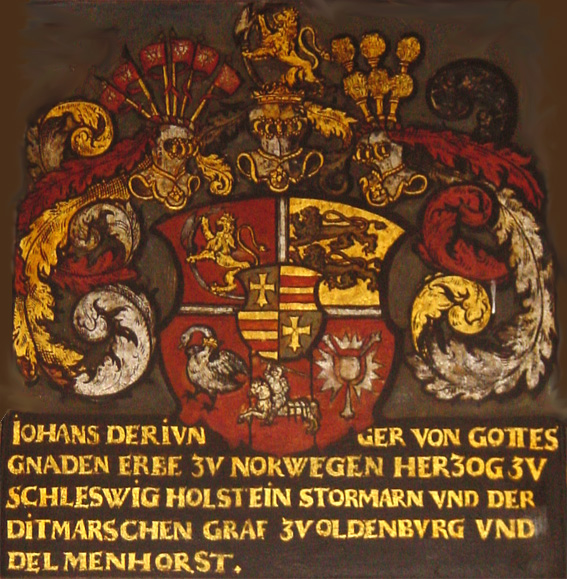
Écu de Jean le Jeune dans la chapelle du château de Sonderbourg.

Jean est né le 25 mars 1545 au château de Koldinghus dans la ville de Kolding au royaume de Danemark en tant que troisième et plus jeune fils du roi Christian III et de la reine Dorothée de Danemark et de Norvège,. Lorsque Christian III meurt en 1559, il laisse trois fils. Alors que l'aîné, Frédéric, avait depuis longtemps été nommé successeur des trônes au Danemark et en Norvège, les trois frères avaient en principe un droit égal à la part paternelle des duchés de Schleswig et Holstein. Pour éviter les divisions malheureuses de la partie royale des duchés, des tentatives ont été faites pour trouver ailleurs des postes appropriés pour les jeunes frères. Le deuxième frère, Magnus, a renoncé à son droit d'héritage lorsque Frédéric II l'a fait placer comme prince-évêque d'Ösel-Wiek en Livonie. Quant à Jean, le plan visant à lui assurer la principauté archiépiscopale de Brême a échoué en raison de la forte concurrence des princes de l'Allemagne du nord. D'autres options d'approvisionnement à l'étranger ont été brisées parce que le Danemark avait besoin du soutien des princes nord-allemands contre la Suède dans la guerre nordique de Sept Ans, et le roi ne pouvait pas apparaître comme un concurrent dans l'acquisition de bénéfices lucratifs pour son frère. En conséquence, Frédéric a dû accepter de partager sa part des duchés avec son plus jeune frère, et lui donna la partie du Schleswig-Holstein-Sonderbourg.
Il soutint activement sa belle-sœur lors de la minorité de son neveu Christian IV de Danemark.
À sa mort, un premier partage de ses domaines intervient entre ses trois fils survivants :
- Alexandre devient duc de Schleswig-Holstein-Sonderbourg ;
- Philippe devient duc de Schleswig-Holstein-Sonderbourg-Glücksbourg ;
- Joachim-Ernest devient duc de Schleswig-Holstein-Sonderbourg-Plon.

## Mariages et descendance
En 1568, Jean de Schleswig-Holstein-Sonderbourg épousa Élisabeth de Brunswick-Grubenhagen (morte en 1586), fille du duc Ernest III de Brunswick-Grubenhagen. Quatorze enfants sont nés de cette union :
- Dorothée (1569-1593), épousa en 1593 le duc Frédéric IV de Legnica ;
- Christian (1570-1633), duc de Schleswig-Holstein-Arroë ;
- Ernest (1572-1596) ;
- Alexandre (1573-1627), duc de Schleswig-Holstein-Sonderbourg ;
- Auguste (1574-1596) ;
- Marie (1575-1640), abbesse d'Itzehoe (de) ;
- Jean-Adolphe (1576-1624), duc de Schleswig-Holstein-Norbourg ;
- Anne (1577-1616), épousa en 1601 le duc Bogusław XIII de Poméranie[4] ;
- Sophie (1579-1618), épousa en 1607 le duc Philippe II de Poméranie[4] ;
- Élisabeth (1580-1653), épousa en 1625 le duc Bogusław XIV de Poméranie[4] ;
- Frédéric (1581-1658) ;
- Marguerite de Schleswig-Holstein-Sonderbourg (en) (1583-1638), épousa en 1603 le comte Jean VII de Nassau-Siegen ;
- Philippe (1584-1663), duc de Schleswig-Holstein-Sonderbourg-Glücksbourg ;
- Albert (1585-1613).

Veuf, Jean de Schleswig-Holstein-Sonderbourg se remaria avec Agnès-Hedwige d'Anhalt (morte en 1616), fille du prince Joachim-Ernest d'Anhalt. Neuf enfants sont nés de cette union :
- Éléonore (1590-1669) ;
- Anne (1593-1659), épousa en 1618 le duc Jules-Frédéric de Wurtemberg-Weiltingen ;
- Jean (1594-1613) ;
- Joachim-Ernest (1595-1671), duc de Schleswig-Holstein-Sonderbourg-Plön ;
- Dorothée (1597-1597) ;
- Bernard (1601-1601) ;
- Agnès (1602-1607) ;
- Éléonore-Sophie de Schleswig-Holstein-Sonderbourg (en) (1603-1675), épousa en 1625 le prince Christian II d'Anhalt-Bernbourg.

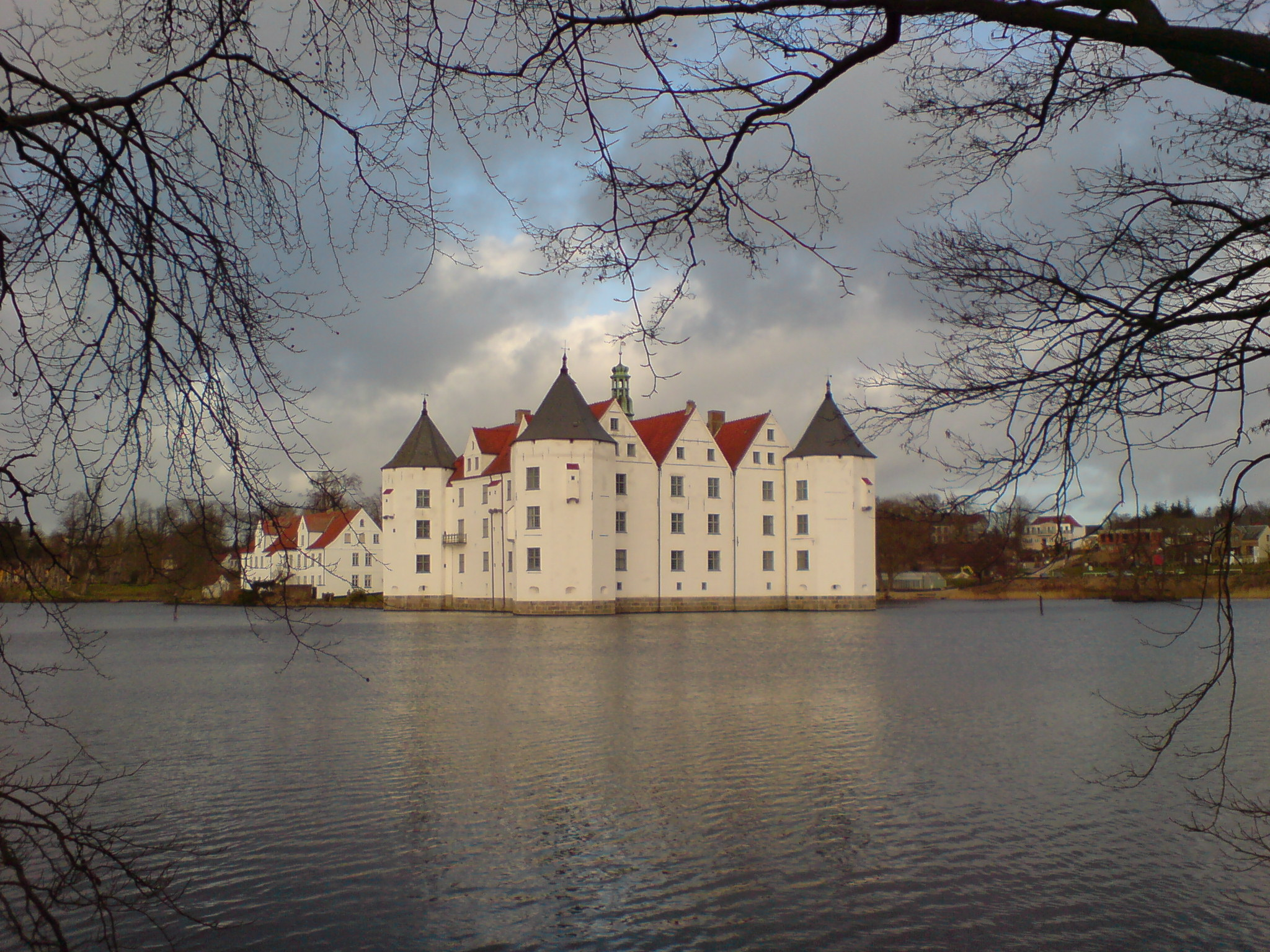
Vue du château de Glucksbourg.

## Généalogie
Jean de Schleswig-Holstein-Sonderbourg fonde la Maison de Schleswig-Holstein-Sonderbourg, issue de la première branche de la Maison d'Oldenbourg et agrémentée de plusieurs branches cadettes. La branche d'Augustenbourg prit le titre de duc de Schleswig-Holstein en 1863, avec Frédéric-Auguste, et s'éteignit en 1931 au décès d'Albert de Schleswig-Holstein. La branche de Beck (à Löhne) puis de Glücksbourg, toujours représentée (duc Christophe), possède un rameau cadet, fondé par Christian IX, qui a accédé aux trônes de Danemark (1863 ; la reine Marguerite de Danemark en est issue), de Grèce (Georges Ier en 1863 ; dont l'un des arrière-petits-fils est le roi Charles III du Royaume-Uni) et de Norvège (Haakon VII en 1905).